# ゲオルギー・ユノビドフ
ゲオルギー・ユルイェビッチ・ユノビドフ（Georgy Yuryevich Yunovidov、ロシア語: Георгий Юрьевич Юновидов、1992年10月9日 - ）は、ロシアのプロボクサー。ロストフ州ロストフ・ナ・ドヌ出身。現WBA世界ブリッジャー級暫定王者。

## 来歴

#### ヘビー級
2022年12月11日、エカテリンブルグのDIVSでビカピタ・メロロと対戦し、4回終了時にメロロが棄権した為TKO勝ちを収めた.。

#### ブリッジャー級
2025年7月5日、エカテリンブルグのDIVSでWBA世界ブリッジャー級2位のエフゲニー・ロマノフとムスリム・ガジマゴメドフの指名試合交渉決裂に伴うWBA世界ブリッジャー級暫定王座決定戦を行い、5回終了時にロマノフが棄権した為TKO勝ちを収め王座を獲得した。

## 獲得タイトル
- WBA世界ブリッジャー級暫定王座（防衛0）